# シヨブバザール

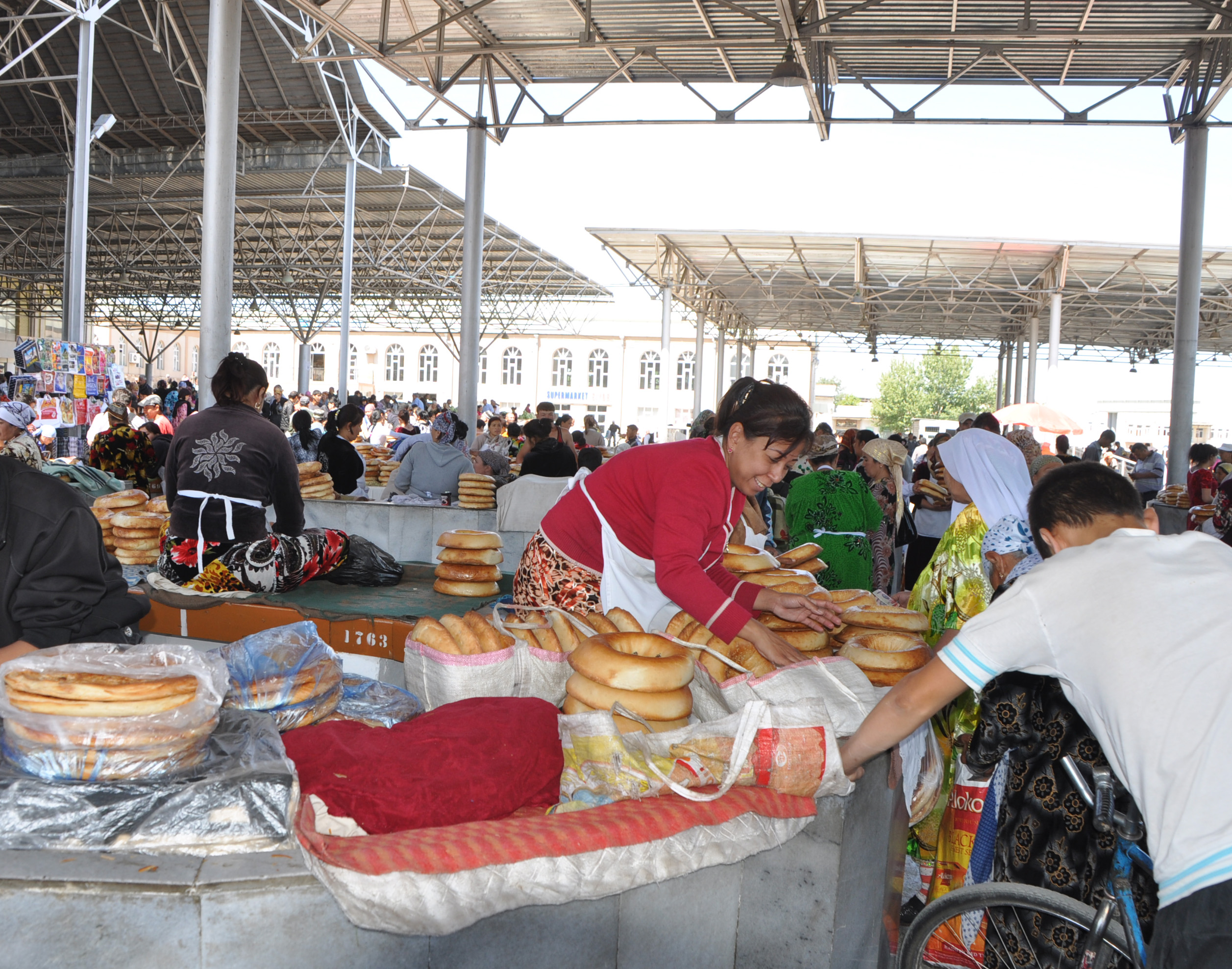
シヨブ・バザールでサマルカンドのナンを売る

シヨブバザール（ウズベク語: Сиёб бозор、英語: Siyob Bazaar）はシヤブバザール（英語: Siyab Bazaar）とも呼ばれ、ウズベキスタン・サマルカンドにある同市最大のバザールである。2000年もの歴史があり、サマルカンド・ナンなどの日用品を豊富に販売している。 
世界最大のモスクであるビビハニム・モスクが隣に建てられているので、国内・国外の訪問者も多く訪れている。

## 参照項目
- バザール
- チョルスー (サマルカンド)
- チョルスー・バザール (タシュケント)